# Голландейл (Вісконсин)
Голландейл (англ. Hollandale) — селище (англ. village) в США, в окрузі Айова штату Вісконсин. Населення — 306 осіб (2020).

## Географія
Голландейл розташований за координатами 42°52′32″ пн. ш. 89°56′3″ зх. д. / 42.87556° пн. ш. 89.93417° зх. д. (42.875620, -89.934209).  За даними Бюро перепису населення США в 2010 році селище мало площу 1,79 км², уся площа — суходіл.

## Демографія
Згідно з переписом 2010 року, у селищі мешкало 288 осіб у 116 домогосподарствах у складі 74 родин. Густота населення становила 161 особа/км².  Було 132 помешкання (74/км²).
Расовий склад населення:
| - 98,3 % — білих - 0,7 % — чорних або афроамериканців |

До двох чи більше рас належало 1,0 %. Частка іспаномовних становила 0,0 % від усіх жителів.
За віковим діапазоном населення розподілялося таким чином: 28,5 % — особи молодші 18 років, 59,3 % — особи у віці 18—64 років, 12,2 % — особи у віці 65 років та старші. Медіана віку мешканця становила 34,3 року. На 100 осіб жіночої статі у селищі припадало 102,8 чоловіків;  на 100 жінок у віці від 18 років та старших — 102,0 чоловіків також старших 18 років.
Середній дохід на одне домашнє господарство  становив 69 656 доларів США (медіана — 60 000), а середній дохід на одну сім'ю — 83 245 доларів (медіана — 71 250). Медіана доходів становила 40 313 долари для чоловіків та 43 125 доларів для жінок. За межею бідності перебувало 5,9 % осіб, у тому числі 7,5 % дітей у віці до 18 років та 8,7 % осіб у віці 65 років та старших.
Цивільне працевлаштоване населення становило 168 осіб. Основні галузі зайнятості: освіта, охорона здоров'я та соціальна допомога — 18,5 %, будівництво — 16,7 %, виробництво — 12,5 %, роздрібна торгівля — 11,3 %.